# Always the Pretenders
Always the Pretenders – singel zespołu Europe z 2006 roku, promujący album Secret Society. Utwór zajął drugie miejsce na liście Sverigetopplistan.

## Lista utworów
1. "Always the Pretenders" (wersja radiowa)
2. "Always the Pretenders" (wersja albumu)
3. "Flames" (wersja z koncertu w Nowym Jorku w 2005)
4. "Superstitious" (wersja z koncertu w Nowym Jorku w 2005)

## Skład zespołu
- Joey Tempest − wokal
- John Norum − gitary
- John Levén − gitara basowa
- Mic Michaeli − instrumenty klawiszowe
- Ian Haugland − perkusja